# Complesso Soccavo-Canzanella
Il Complesso Soccavo-Canzanella (noto anche come Rione Piave) è un complesso di edifici residenziali di edilizia economica a Napoli, localizzato nel quartiere Soccavo e in parte a Fuorigrotta, tra via Giustiniano e il Vomero.

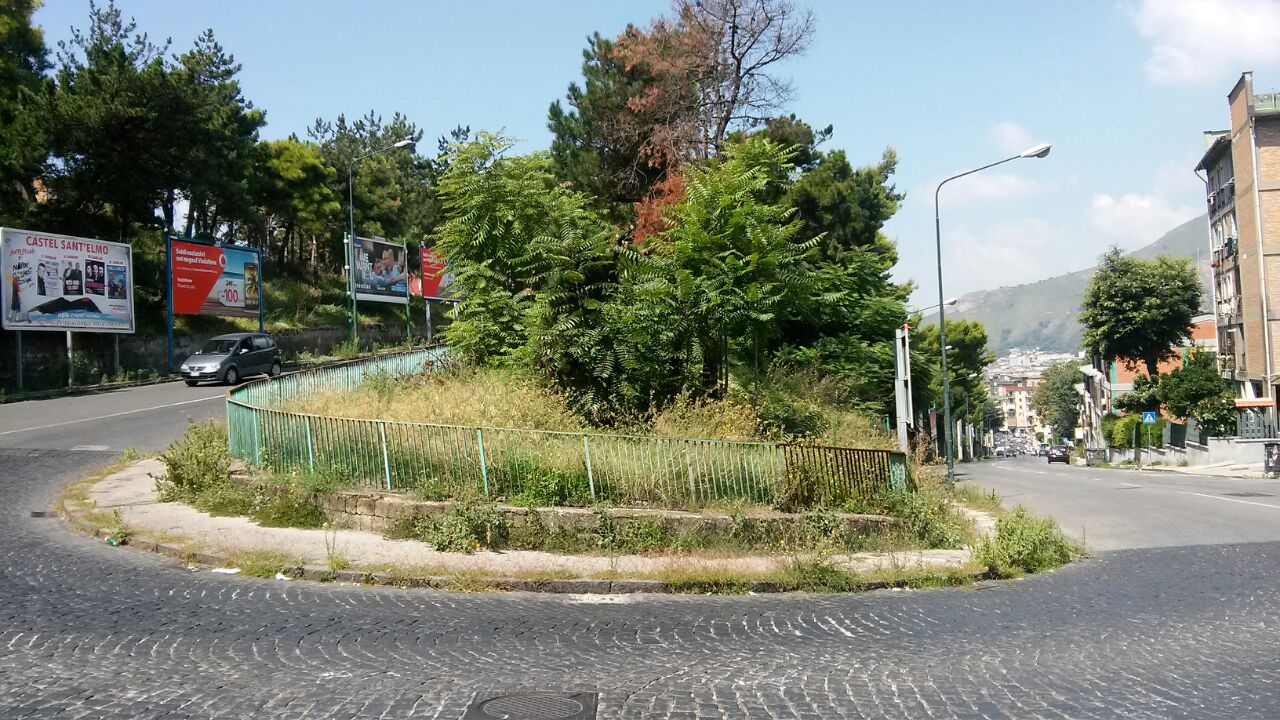
Scorcio del Rione Piave

## Storia del complesso
Il complesso rionale, voluto fortemente dall'INA-Casa tra il 1957 e il 1962, collega la collina vomerese con Soccavo. Nei piani regolatori del 1946 e del 1958, entrambe bocciati, considerava il suolo sul quale venne poi edificato il rione non edificabile. L'edificazione del rione causò la saldatura urbanistica tra il Rione Traiano e il Vomero. In occasione della realizzazione del complesso fu realizzata una strada rettilinea, via Piave, con due tornanti per avallare il forte dislivello tra la collina e la piana di Soccavo.
Venne studiato dai gruppi di Mario Fiorentino e Giulio Sterbini un progetto urbanistico a carattere unitario che non venne realizzato. Fu realizzato, invece, un progetto disomogeneo capitanato da quattro capigruppo sotto la direzione del progetto urbanistico diretto da Giulio De Luca:
- Settore nord: Mario Fiorentino (capogruppo) e Giulio Sterbini (capogruppo);
- Settore nord-ovest: Delia Maione (capogruppo);
- Settore sud-ovest: Marcello Canino (capogruppo) e Stefania Filo Speziale;
- Settore sud: Giulio De Luca (capogruppo).

## Urbanistica e architettura
Il complesso si estende su una superficie di ventisei ettari con 7900 vani per circa 9 500 abitanti con valori di densità abitativa abitanti/vano di 1,2 e abitanti/ettaro di 365. Sono presenti come spazi comuni la chiesa rionale, la scuola elementare, la scuola media, il mercatino coperto e centro sociale.
Il gruppo di De Luca prevede interventi frammentari con piazza e chiesa, tra cui emerge la cortina residenziale articolato con corpi alti e bassi caratterizzati da superfici in mattoni e tetti a falde. Il gruppo di Canino è limitato alla sola via Giustiniano, il cui intervento riprende, anticipatamente, alcuni temi del Rione Traiano come la separazione tra la strada trafficata e la strada di servizio da una cortina di verde alberata. L'intervento è impostato intorno ad una piazzetta verde contornata da strutture di quartiere, gli isolati sono irregolari in modo da configurare spazi verdi condominiali.
Il progetto di Fiorentino e Sterbini si articola lungo il pendio di via Piave rispettando l'andamento e assorbendone le variazioni. Le abitazioni di Sterbini sono della tipologia in linea con due alloggi per piano con soluzione d'angolo senza sprechi. Gli alloggi sono di tipologia tradizionale. Gli edifici di Fiorentino, anch'essi in linea con due alloggi per piano, differiscono dalla distribuzione interna incentrata sulla chiostrina interna derivata dalla tipologia della palazzina romana. Gli edifici sono impostati su zoccoli in pietra vesuviana e i prospetti degli interventi di Fiorentino e Sterbini sono caratterizzati dalla struttura portante in calcestruzzo armato e mattoni faccia a vista. Di Fiorentino sono anche gli edifici a torre, essi riprendono le caratteristiche distributive degli edifici a linea, ma sono sprovvisti di chiostrina.

## Struttura
La struttura portante è a telai in calcestruzzo armato con solai in laterocemento con travi a spessore negli edifici di Fiorentino e Sterbini. Le tamponature esterne sono in laterizio pieno e forato con camera ad aria, mentre i tramezzi sono in laterizio forato.
I prospetti del complesso sono variegati nel loro disegno, il fattore che accomuna gli interventi è il ricorso al mattone come elemento caratterizzante, gli interventi appartenenti alla scuola razionalista napoletana presentano facciate intonacate con inserimenti di cortine in mattoni, mentre gli interventi della scuola romana si caratterizzano per il trattamento delle facciate con elementi strutturali a vista che disegna una griglia che inquadra i balconi; nelle case in linea di via Piave sono inseriti tra i mattoni a vista anche piastrelle verdi che assolvono il ruolo di lesene. Il basamento delle case di via Piave ha il ruolo di assorbire la pendenza del pendio, esso è rivestito in pietra vesuviana. I cornicioni sono in calcestruzzo armato a sbalzo con rivestimento in guaina impermeabilizzante.
L'illuminazione delle scale è servita da finestroni con eventuali frangisole negli edifici napoletani, mentre in quelle di Fiorentino vi è un'idea di recupero della tradizione locale della scala aperta nella chiostrina. La scala del gruppo di Fiorentino è a pozzo chiuso, la struttura metallica è con profilati a doppio T nel ballatoio di riposo, gli elementi obliqui sono con profilati a C sormontati da gradini in calcestruzzo vibrato; alcune rampe sono state sostituite con struttura in calcestruzzo con trave a ginocchio (diffusa negli altri interventi del rione). 

## Infissi
Sono utilizzati per gli infissi diverse tipologie prefabbricate, per ridurre i costi di produzione è stato realizzato un appalto. Il solo settore nord utilizza otto tipi di infissi con quattro variazioni: sono realizzati in lamierino metallico verniciato a fuoco e posti in opera già verniciati e veletta, occupano il vano dal soffitto al pavimento.
I balconi differiscono da settore in settore: nel settore di De Luca vi è un ampio ricorso alla loggetta, mentre nel settore Canino il balcone presenta una soluzione con parapetto in calcestruzzo e ferro. Nei settori più interni sono state adoperate le loggette, l'attenzione va focalizzata al settore di Fiorentino che utilizza la tipologia del balcone "alla romana" con ringhiera in piattina di ferro verniciato fissata all'infisso, mentre la ringhiera delle logge è fissata a blocchetti di cemento a vista. Non sono presenti frangisole all'interno del complesso.

## Cinema
Nel 1964, furono ambientate alcune scene di Matrimonio all'Italiana di Vittorio De Sica e con Marcello Mastroianni (Domenico Soriano) e Sophia Loren (Filumena Marturano). Nel rione, nella pellicola in fase di ultimazione dei lavori, fu ambientato uno de tanti litigi tra Filumena e Mimì. Da notare che la chiesa rionale non presenta le aperture finestrate della cupola, ma setti in calcestruzzo come riempimento.